# Hans Sarkowicz
Hans Sarkowicz (né en 1955 à Gelnhausen) dirige depuis 1979 le département de littérature et de pièces radiophoniques hr2 à la Radiodiffusion hessoise

## Biographie
Hans Sarkowicz étudie l'allemand et l'histoire à l'Université Johann Wolfgang Goethe de Francfort-sur-le-Main de 1974 à 1979 et obtient une maîtrise (MA).
En 2014/15, Sarkowicz est chargé de cours à l'Institut de littérature générale et comparée de l'Université Johann Wolfgang Goethe avec un accent sur l'histoire culturelle du début de la République fédérale.
Avec d'autres auteurs, il publie des biographies sur Erich Kästner, Heinz Rühmann et Philipp von Boeselager, entre autres. Il est également co-éditeur des ouvrages de Kästner et auteur de publications sur l'histoire de la radiodiffusion, par exemple sur la Radiodiffusion hessoise, la propagande radiophonique alliée pendant la Seconde Guerre mondiale et à la radio pendant le Troisième Reich. D'autres œuvres sont Rechte Geschäfte (1994) sur l'éditeur avec des "enchevêtrements dans la scène d'extrême droite Herbert Fleissner (de) et Literatur in Nazideutschland de 2000 (2011 révisée et élargie en tant que Schriftsteller im Nationalsozialismus).
En 2022, Sarkowicz reçoit un doctorat honorifique de l'Université Justus-Liebig de Gießen en tant que "l'un des sponsors les plus importants de l'art et de la littérature dans la radiodiffusion publique".

## Publications
- mit Bettina Mähler: So sahen sie Hessen. Eine kulturgeschichtliche Reise in zeitgenössischen Berichten. Theiss, Stuttgart 1988,  (ISBN 3-8062-0511-6).
- Rechte Geschäfte. Der unaufhaltsame Aufstieg des deutschen Verlegers Herbert Fleissner. Eichborn Verlag, Frankfurt am Main, 1994,  (ISBN 3-8218-0458-0).
- Schneller, höher, weiter. Eine Geschichte des Sports. Insel Verlag, Frankfurt am Main und Leipzig 1996,  (ISBN 3-458-16809-5).
- mit Franz Josef Görtz unter Mitarbeit von Anja Johann: Erich Kästner – eine Biographie. Erstausgabe Piper 1998, erweiterte Neuausgabe, Piper, München u. a. 2003,  (ISBN 3-492-23760-6).
- mit Alf Mentzer: Literatur in Nazi-Deutschland. Ein biografisches Lexikon. Europa-Verlag, Hamburg 2000, erweiterte Neuausgabe, Hamburg/Wien 2002,  (ISBN 3-203-82030-7)[5].  In erweiterter Fassung als:

mit Alf Mentzer: Schriftsteller im Nationalsozialismus. Insel, Berlin 2011,  (ISBN 978-3-458-17504-9).
- mit Joachim Meißner und Dorothee Meyer-Kahrweg: Gelebte Utopien. Alternative Lebensentwürfe. Insel Verlag, Frankfurt a. M., 2001.  (ISBN 3-458-17086-3).
- mit Franz Josef Görtz: Heinz Rühmann 1902–1994. Der Schauspieler und sein Jahrhundert. Beck, München 2001,  (ISBN 3-406-48163-9).
- als Hrsg.: Hitlers Künstler: die Kultur im Dienst des Nationalsozialismus. Nach einer Sendereihe des Hessischen Rundfunks, Insel Verlag, Leipzig 2004,  (ISBN 3-458-17203-3). (Rezension[6].)
- mit Alf Mentzer: Schriftsteller im Nationalsozialismus. Ein Lexikon. Insel, Berlin 2011,  (ISBN 978-3-458-17504-9). Wesentlich überarbeitete und erweiterte Version des Buches Literatur in Nazi-Deutschland aus dem Jahr 2002, Rezension s. o.
- mit Heiner Boehncke (de): Was niemand hat, find ich bei Dir. Eine Frankfurter Literaturgeschichte. Verlag Philipp von Zabern, Mainz 2012,  (ISBN 978-3-8053-4498-2).
- mit Heiner Boehncke: Literaturland Hessen. Literarische Streifzüge durch die Mitte Deutschlands. Waldemar Kramer, Verlagshaus Römerweg, Wiesbaden 2015,  (ISBN 978-3-7374-0458-7)
- mit Heiner Boehncke: Wir drucken nur Bücher, die wir selber lesen möchten. Die Geschichte der Anderen Bibliothek in Gesprächen. AB – Die Andere Bibliothek, Berlin 2014,  (ISBN 978-3-8477-3000-2), Inhaltsverzeichnis.
- mit Heiner Boehncke: Der fremde Ferdinand. Märchen und Sagen des unbekannten Grimm-Bruders. Die andere Bibliothek, Berlin 2020.  (ISBN 978-3-8477-0428-7)[7].
- mit Heiner Boehncke: Märchen und so viel mehr. Eine Hanauer Literaturgeschichte. Hanauer Geschichtsblätter 53,  VDS Verlagsdruckerei Schmidt, Neustadt an der Aisch 2021,  (ISBN 978-3-935395-36-6).

## Livres audio
- Geheime Sender. Der Rundfunk im Widerstand gegen Hitler. Dhv Der Hörverlag (de), München 2016, 8 CD, 9 h 42 min (582 min),  (ISBN 978-3-8445-2326-3), Hörbeispiele von buecher.de (de), Besprechung[8].
- mit Ulrich Herbert, Michael Krüger, Christiane Collorio: Jahrhundertstimmen 1900–1945 – Deutsche Geschichte in über 200 Originalaufnahmen, Dhv Der Hörverlag, München 2021, 3 CDs, 24 Stunden, 10 Minuten,  (ISBN 978-3-8445-1518-3)[9].

## Honneurs
- 2017 : Prix du livre audio allemand (de) dans la catégorie "Meilleur livre audio de non-fiction" pour le long métrage principal Geheime Sender.

## Divers
Hans Sarkowicz est membre de l'Académie allemande de la culture du football (de) et de la Commission historique de Francfort. En 2014, il est membre du jury et lauréat du prix du fan de l'année au prix allemand de la culture du football (de).